# Alberto Castelvecchi
Alberto Castelvecchi (né à Rome le 12 avril 1962) est un éditeur italien.

## Biographie
Il a grandi à Bangkok puis en Italie où il a suivi des études de linguistique et de philologie.
Il a travaillé au sein de la RAI en tant qu'animateur et journaliste, et s'est occupé notamment de programmes culturels pour Radio Tre et Radio Due.
Il a écrit pour les quotidiens Il Messaggero et la Repubblica, ainsi que pour le périodique Panorama (magazine italien).
En outre, il a coécrit, avec Luca Serianni, un ouvrage important de grammaire italienne :  Italiano. Grammatica, sintassi, dubbi.
En 1993, il a fondé la maison d'édition qui porte son nom, spécialisée en nouvelles tendances et phénomènes émergents.
Il a quitté le monde éditorial en 2010 afin de se dédier à l’enseignement de la communication et de la prise de parole en public, au sein de l’université romaine LUISS Guido Carli.
Il est également conseiller en communication auprès de managers, entrepreneurs et politiciens .
Polyglotte, il exerce en Italie, en Espagne, mais aussi dans les pays anglophones et francophones.
Enfin, il est membre du comité exécutif de Vedrò, un laboratoire d’idées sur l’innovation et les nouvelles formes de leadership créé par Enrico Letta et Giulia Bongiorno.